# Bessho Nagaharu
Bessho Nagaharu (別所 長治?; 1558 – 2 febbraio 1580) è stato un daimyō giapponese del periodo Sengoku, tra i capi più importanti del clan Bessho.

## Biografia
Era il figlio maggiore di Bessho Yasuharu. Era un daimyō della provincia di Harima, la cui famiglia si era espansa in seguito al declino del clan Akamatsu, dei quali furono servitori. 
Inizialmente si è allineato con Oda Nobunaga e quest'ultimo chiese ai suoi servitori di attaccare il clan Mōri verso il 1576/1577. Nagaharu fu quasi scelto per guidare le truppe Oda, ma dopo aver sentito che il generale di Hashiba Hideyoshi, che non rispettava in quanto di umili origini, era alleato con gli Oda si ribellò, alleandosi invece con Hatano Hideharu della provincia di Tanba.
Ciò portò Nagaharu ad essere assediata dalle truppe di Hideyoshi per ordine di Nobunaga. Nagaharu prese una posizione nel castello di Miki, dando inizio all'assedio di Miki. L'assedio non iniziò bene per Hideyoshi, che doveva affrontare anche la rivolta di Araki Murashige, e anche tramite l'aiuto portato dal clan Mōri ai Bessho, Nagaharu respinse con successo le forze Oda. Tuttavia Hideyoshi ritornò e cambiò tattica, lanciando assedi contro castelli più piccoli come il castello di Kamiyoshi e il castello di Sigata per tagliare il sostegno dei Mōri. 
Ciò portò ad un rapido esaurimento del cibo, e nel 1580, senza speranza di altri rinforzi dei Mōri, Nagaharu commise seppuku in cambio della vita delle truppe nel castello di Miki.